# Brooke Lochland
Brooke Lochland (Melbourne, 3 mei 1991) is een Australisch langebaanschaatsster en inline-skatester. Ze kwam op 17-jarige leeftijd naar Nederland om te gaan trainen onder Desly Hill.

## Inline-skaten
Op de inline-skates heeft Lochland al vele overwinningen geboekt, onder andere in de Univé World on Wheels-skeelercompetitie. Hiernaast deed ze mee aan verscheidende Wereldkampioenschappen inline-skaten.

## Langebaanschaatsen
Sinds 2009 doet Lochland ook aan langebaanschaatsen en een jaar later nam ze deel aan de Wereldkampioenschappen voor junioren. In Moskou werd ze, op de kleine vierkamp, 34e van de 40 deelneemsters en op de 3000 meter werd ze 24e van de 32. In het seizoen 2011-2012 deed ze mee aan het allroundkampioenschap van Noord-Amerika en Oceanië, Lochland eindigde bij dit kampioenschap negende in het eindklassement.

### Persoonlijke records
| Afstand    | Tijd    | Datum           | Baan    |
| ---------- | ------- | --------------- | ------- |
| 500 meter  | 42,48   | 14 januari 2012 | Calgary |
| 1000 meter | 1.22,46 | 16 maart 2011   | Calgary |
| 1500 meter | 2.04,45 | 20 maart 2011   | Calgary |
| 3000 meter | 4.20,25 | 16 maart 2011   | Calgary |
| 5000 meter | 7.35,20 | 18 maart 2011   | Calgary |

### Resultaten
| Jaar | CK N-Amerika         | Wereldbeker   | WK junioren                    |
| ---- | -------------------- | ------------- | ------------------------------ |
| 2010 |                      |               | NC34 (36, 34, 35, -) 24e 3000m |
| 2011 |                      |               |                                |
| 2012 | 9e (9e, 9e, 9e, 10e) | 6e Mass Start | 10e (10, 10, 10, 11)           |

- = geen deelname
NC# = niet gekwalificeerd voor de laatste afstand, maar wel als # geklasseerd in de eindrangschikking
(#, #, #, #) = afstandspositie op allroundtoernooi (500m, 3000m, 1500m, 5000m) of op juniorentoernooi (500m, 1500m, 1000m, 3000m).